# Спусковий механізм годинника

Спусковий механізм, неточно анкерний механізм — механізм в механічних годинниках, який перетворює енергію головної пружини (пружини, що заводиться) в імпульси, які передаються механізму баланс-спіралі, для підтримки визначеного періоду коливань, який необхідний для рівномірного обертання шестеренчастого механізму. Саме анкерний механізм забезпечує звук «тік-так».